# Ivan Nifontov
Ivan Nifontov (ryska: Иван Витальевич Нифонтов), född den 5 juni 1987 i Pavlodar, Kazakstan, är en rysk judoutövare.
Han tog OS-brons i herrarnas halv mellanvikt i samband med de olympiska judotävlingarna 2012 i London.